# Francesco Secco
Francesco Secco d'Aragona o Sicchi, Sicco (Caravaggio, 1423 – Vicopisano, aprile 1496) è stato un condottiero italiano.

## Biografia
Francesco Secco, figlio di Giacomo, conte e signore di Calcio, e di Luchina del Cerro, contessa di Cervia, trascorse la sua gioventù come paggio alla corte di Gianfrancesco Gonzaga, marchese di Mantova.
Fu amico e confidente del marchese Ludovico II Gonzaga, che difese strenuamente durante la battaglia di Caravaggio del 1448.
Nel 1453 partecipò alla battaglia di Villabona. Dal 1464 al 1465 fu al servizio del duca Francesco Sforza a Milano. Nel 1477, per le sue benemerenze al re di Napoli Ferrante d'Aragona, venne da questi insignito del cognome dei “d'Aragona”.
Nel 1479 partecipò alla battaglia di Poggio Imperiale a Poggibonsi e nel 1482 fronteggiò i veneziani nella Guerra di Ferrara.
Nel 1485 fu nominato luogotenente generale di Francesco II Gonzaga che in sua assenza poteva esercitare il potere nella forma più ampia. Nel 1489 passò sotto le insegne della Repubblica di Venezia. Nel 1491, a causa di un dissidio con il doge Agostino Barbarigo, fu costretto a rifugiarsi nel suoi possedimenti di San Martino Gusnago (MN) e nel palazzo (Palazzo Secco-Pastore) fatto costruire su progetto di Luca Fancelli alcuni anni prima.

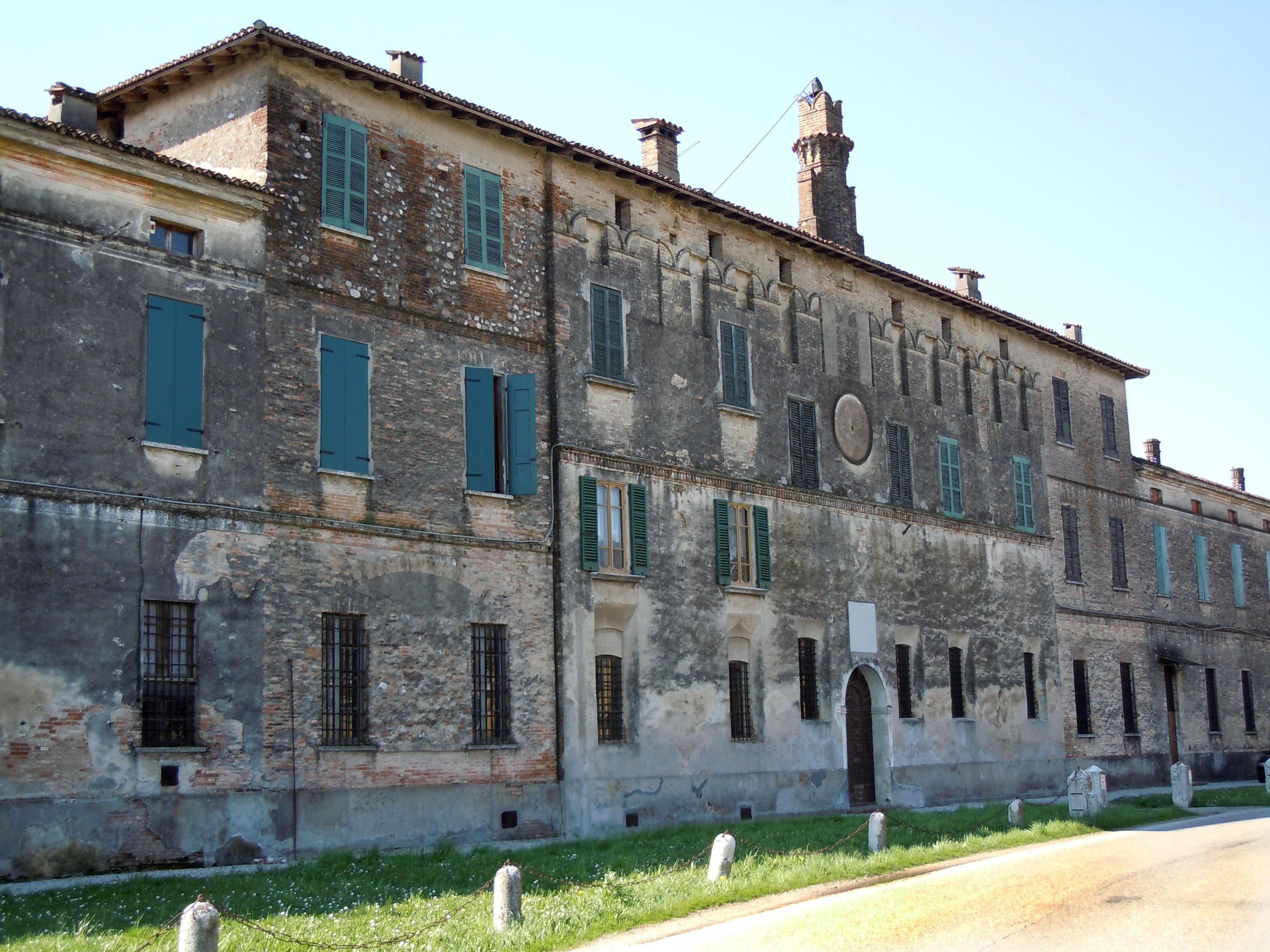
San Martino Gusnago, Palazzo Secco-Pastore

Nello stesso anno Francesco Secco ebbe contatti segreti con Lorenzo de' Medici per passare al suo servizio e per questo Francesco II Gonzaga operò la confisca di tutti i suoi beni, comprese le terre di San Martino Gusnago. Di conseguenza il Secco si ritirò a Pisa e visse anche a Lucca.
Nel 1495 combatté per i francesi nella Battaglia di Fornovo. Nell'aprile del 1496 partecipò con il condottiero e nipote Ercole Bentivoglio alla battaglia contro i pisani comandati da Giampaolo Manfrone, ma sotto le mura di Vicopisano venne colpito a morte da un colpo di archibugio.
Per sua volontà, chiese di essere sepolto a Mantova nella chiesa di San Francesco, dove doveva essere eretta la cappella di famiglia. Fu invece sepolto nella chiesa di San Francesco a Reggio Emilia.

## Discendenza
Francesco nel 1451 sposò Caterina, figlia naturale del marchese Ludovico II Gonzaga, dalla quale nacque Paola, che maritò a Marsilio Torelli, conte di Montechiarugolo.